# Benzyl-chlorformiát
Benzyl-chlorformiát je organická sloučenina, ester kyseliny chlormravenčí a benzylalkoholu. Dá se na něj nahlížet i jako na chlorid benzyloxykarbonylové. V čisté podobě se jedná o bezbarvou (i když běžně dodávané vzorky mohou být nažloutlé) olejovitou kapalinu citlivou na přítomnost vody.
Tuto sloučeninu poprvé připravil Leonidas Zervas ve 30. letech 20. století za účelem zavádění benzyloxykarbonylových chránicích skupin do molekul, které se stalo základem Bergmannovy-Zervasovy karboxybenzylové syntézy peptidů, již společně s ním vyvinul Max Bergmann.
Jednalo se o první provedenou řízenou umělou syntézu peptidů; do 50. let šlo o nejčastěji používaný postup. Benzylchlorformiát se stále používá na ochranu aminových skupin.

## Příprava
Tato sloučenina se připravuje reakcí benzylalkoholu s fosgenem:
PhCH2OH + COCl2 → PhCH2OC(O)Cl + HCl
Fosgen se používá v přebytku, aby se omezila tvorba karbonátu (PhCH2O)2C=O.
Používání fosgenu je nebezpečné, první výzkumníci v této oblasti trpěli kvůli němu chronickými plicními nemocemi.

## Chránicí skupiny u aminů
Benzylchlorformiát se používá v organické syntéze na připojování benzyloxykarbonylových (Cbz nebo Z), benzylchlorformiát tak lze zkráceně zapsat jako Cbz-Cl či Z-Cl.
Benzyloxykarbonylové skupiny omezují nukleofilitu a zásaditost volných elektronových párů na atomech dusíku. Tímto se brání racemizaci aminů a vzniklé chráněné aminy jsou základem Bergmannovy-Zervasovy syntézy oligopeptidů.
Obecný průběh reakce sloužící k ochraně N-konce narůstajícího řetězce peptidu vypadá takto:
Tato reakce je považována za přelomovou a považuje se za zvrat v oblasti chemie syntetických peptidů. Překonána byla až na začátku 50. let 20. století postupy založenými na smíšených anhydridech a aktivovaných esterech.
Přestože se tato reakce již u peptidů nepoužívá, tak je stále velmi rozšířená při chránění aminů v organické syntéze, například při totálních syntézách. Navazování chránicích skupin s využitím benzylchlorformiátu se obvykle provádí jedním z těchto způsobů:
- Benzylchlorformiát a zásada, například uhličitan sodný, ve vodě za teploty 0 °C[3]
- Benzylchlorformiát a oxid hořečnatý v ethylacetátu za 70 °C[6]

- Benzylchlorformiát, N,N-diisopropylethylamin (DIPEA), acetonitril a trifluormethansulfonát skanditý (Sc(OTf)3)[7]

Cbz skupiny lze vytvořit také reakcemi izokyanátů s benzylalkoholem (podobně jako v Curtiově přesmyku).

### Odstranění chránicí skupiny
K odstraňování Cbz skupin se většinou používají hydrogenolýzy za přítomnosti palladiových katalyzátorů, jako je palladium na uhlíku.
Další množnost představuje použití kyseliny bromovodíkové se silnými Lewisovými kyselinami, za současného zachytávání vznikajících benzylových karbokationtů.
Také lze použít 2-merkaptoethanol s fosforečnanem draselným v dimethylacetamidu.
Při ochraňování aminů některým z výše uvedených postupů vznikají koncové karbamové kyseliny, které se poté rychle dekarboxylují za uvolnění aminů.